# مونتیچلو (نیومکزیکو)
مونتیچلو (به انگلیسی: Monticello) یک منطقهٔ مسکونی در ایالات متحده آمریکا است که در نیومکزیکو واقع شده‌است. مونتیچلو ۱٬۶۰۲٫۰۵ متر بالاتر از سطح دریا واقع شده‌است.